# Трес Пајнос (Калифорнија)
Трес Пајнос (енгл. Tres Pinos) насељено је место без административног статуса у америчкој савезној држави Калифорнија.

## Демографија
По попису из 2010. године број становника је 476.
| Група             | 2000.    | 2010.       |
| Белци             | 0 (0,0%) | 345 (72,5%) |
| Афроамериканци    | 0 (0,0%) | 3 (0,6%)    |
| Азијати           | 0 (0,0%) | 6 (1,3%)    |
| Хиспаноамериканци | 0 (0,0%) | 112 (23,5%) |
| Укупно            | 0        | 476         |